# كريس ويليس
كريس ويليس (بالإنجليزية: Chris Willis)‏ هو مغن مؤلف وكاتب أغاني ومغني أمريكي، ولد في 26 فبراير 1969 في دايتون في الولايات المتحدة.

## وصلات خارجية
- الموقع الرسمي
- كريس ويليس على موقع IMDb (الإنجليزية)
- كريس ويليس على موقع ميوزك برينز (الإنجليزية)
- كريس ويليس على موقع أول ميوزيك (الإنجليزية)
- كريس ويليس على موقع ديسكوغز (الإنجليزية)